# Longitud de Planck
La longitud de Planck (ℓP) u hodón (término acuñado en 1926 por Robert Lévi) es la distancia o escala de longitud por debajo de la cual se espera que el espacio deje de tener una geometría clásica. Una medida inferior previsiblemente no puede ser tratada adecuadamente en los modelos de física actuales debido a la aparición de efectos de gravedad cuántica.
La longitud de Planck forma parte 
del sistema de unidades natural, y se calcula a partir de tres constantes fundamentales: la velocidad de la luz en el vacío, c, la constante de Planck, {\displaystyle \hbar }, y la constante gravitacional, G. Equivale a la distancia que recorre un fotón, viajando a la velocidad de la luz en el vacío, en el tiempo de Planck.
La Longitud de Planck se define como:
{\displaystyle \ell _{P}={\sqrt {\frac {\hbar G}{c^{3}}}}\approx 1.616199(97)\times 10^{-35}{\mbox{ metros}}}
| Símbolo                   | Nombre                             | Valor                | Unidad     |
| ------------------------- | ---------------------------------- | -------------------- | ---------- |
| {\displaystyle \ell _{P}} | Longitud de Planck                 | 1.616199(97) × 10-35 | m          |
| {\displaystyle c}         | Velocidad de la luz en el vacío    | 299792458            | m / s      |
| {\displaystyle G}         | Constante de gravitación universal | 6.674 × 10-11        | N m2 / kg2 |
| {\displaystyle \hbar }    | Constante de Planck reducida       | 1.054571817 × 10-34  | J s        |

Los dos dígitos entre paréntesis son el error estándar estimado, asociado con el valor numérico reportado.

## Longitud de Planck y estructura cuántica del espacio
En todo el dominio de la física clásica que abarca desde la mecánica newtoniana hasta la teoría de la relatividad general se considera que el espacio es un continuum infinitamente divisible y que visto al microscopio es localmente como el espacio euclídeo.
Sin embargo, a escalas de longitud tan increíblemente pequeñas como la longitud de Planck se espera que la concepción clásica del espacio como un continuum localmente euclídeo no sea válida y a esas escalas el espacio de hecho tenga algún tipo de comportamiento probabilístico cuántico.
Otra situación en la que se espera que los efectos cuánticos sean importantes es cuando la curvatura escalar de Ricci sea del orden del inverso del cuadrado de la longitud de Planck:
{\displaystyle R=\sum _{\alpha ,\beta =0}^{3}g^{\alpha \beta }R_{\alpha \beta }\;\approx \quad o(L_{p}^{-2})\;\approx \quad 3,828\cdot 10^{+69}\;{\mbox{m}}^{-2}}
Los previsibles efectos cuánticos cuando la curvatura está cercana a ese valor deberán ser tratados mediante algún tipo de teoría cuántica de la gravitación.